# فوقس قزمي
فوقس قزمي (الاسم العلمي: Fucus pygmaeus) هو نوع من الطلائعيات يتبع جنس الفوقس من الفصيلة الفوقسية.